# Кубок Кіпру з футболу 2001—2002
Кубок Кіпру з футболу 2001–2002 — 60-й розіграш кубкового футбольного турніру на Кіпрі. Титул ввосьме здобув Анортосіс.

## Календар
| Раунд            | Дата                                                 | Матчі | Клуби   |
| ---------------- | ---------------------------------------------------- | ----- | ------- |
| Попередній раунд | 7-8 листопада 2001, 14 листопада 2001 (перегравання) | 18+2  | 50 → 32 |
| 1/16 фіналу      | 1-2 грудня 2001                                      | 16    | 32 → 16 |
| 1/8 фіналу       | 12-13/26-27 січня 2002                               | 16    | 16 → 8  |
| 1/4 фіналу       | 6/16-17 лютого 2002                                  | 8     | 8 → 4   |
| 1/2 фіналу       | 13/27 березня 2002                                   | 4     | 4 → 2   |
| Фінал            | 11 травня 2002                                       | 1     | 2 → 1   |

## 1/16 фіналу
| Команда 1                   | Рахунок | Команда 2                     |
| --------------------------- | ------- | ----------------------------- |
| 1 грудня 2001               |         |                               |
| АЕК (Ларнака)               | 3:1     | Онісілос (2)                  |
| АЕП Пафос                   | 3:0     | Аріс (2)                      |
| АЕЗ Закакіу (2)             | 4:1     | Іракліс (Еролакос) (3)        |
| Анагеннісі (Гермасогея) (2) | 1:6     | АЕЛ                           |
| АПЕП (2)                    | 0:4     | Анортосіс                     |
| АПОЕЛ                       | 0:1     | Неа Саламіна Фамагуста (2)    |
| Докса Катокопіас            | 7:0     | Кінирас Емпас (3)             |
| Енозіс Неон (Лакатамія) (2) | 1:4     | Алкі                          |
| Енозіс Неон (Паралімні)     | 6:0     | Омонія (Арадіпу) (2)          |
| Ерміс                       | 5:1     | Ая-Напа (3)                   |
| Етнікос (Ассія)             | 7:0     | Сурукліс (Трулі) (3)          |
| МЕАП (3)                    | 1:3     | Аполлон                       |
| Омонія (Нікосія)            | 6:1     | АЕМ Месогіс (4)               |
| ПАЕЕК (3)                   | 1:7     | Олімпіакос (Нікосія)          |
| СЕК Айос Атанасіос (3)      | 0:4     | Етнікос (Ахна)                |
| 2 грудня 2001               |         |                               |
| Дігеніс Акрітас (2)         | 2:0     | АЕК/Ахіллес Айю Терапонта (3) |

## 1/8 фіналу
| Команда 1                  | Заг.         | Команда 2           | 1-й матч | 2-й матч |
| -------------------------- | ------------ | ------------------- | -------- | -------- |
| 12/26 січня 2002           |              |                     |          |          |
| Аполлон                    | 2:2 (ч)      | АЕП Пафос           | 1:0      | 1:2      |
| Докса Катокопіас           | 3:6          | Етнікос (Ахна)      | 2:2      | 1:4      |
| Енозіс Неон (Паралімні)    | 2:2 пен. 3:2 | АЕК (Ларнака)       | 2:0      | 1:2      |
| Етнікос (Ассія)            | 2:0          | АЕЗ Закакіу (2)     | 2:0      | 0:0      |
| Неа Саламіна Фамагуста (2) | 7:2          | Дігеніс Акрітас (2) | 5:0      | 2:2      |
| Олімпіакос (Нікосія)       | 1:3          | Анортосіс           | 1:1      | 0:2      |
| 13/26 січня 2002           |              |                     |          |          |
| АЕЛ                        | 9:1          | Ерміс               | 4:0      | 5:1      |
| 13/27 січня 2002           |              |                     |          |          |
| Омонія (Нікосія)           | 7:1          | Алкі                | 4:0      | 3:1      |

## 1/4 фіналу
| Команда 1               | Заг. | Команда 2                  | 1-й матч | 2-й матч |
| ----------------------- | ---- | -------------------------- | -------- | -------- |
| 6/16 лютого 2002        |      |                            |          |          |
| Анортосіс               | 1:0  | АЕЛ                        | 1:0      | 0:0      |
| 6/17 лютого 2002        |      |                            |          |          |
| Енозіс Неон (Паралімні) | 4:3  | Етнікос (Ассія)            | 4:2      | 0:1      |
| Омонія (Нікосія)        | 6:4  | Аполлон                    | 3:0      | 3:4      |
| Етнікос (Ахна)          | 2:1  | Неа Саламіна Фамагуста (2) | 1:1      | 1:0      |

## 1/2 фіналу
| Команда 1               | Заг.    | Команда 2        | 1-й матч | 2-й матч |
| ----------------------- | ------- | ---------------- | -------- | -------- |
| 13/27 березня 2002      |         |                  |          |          |
| Анортосіс               | 6:0     | Омонія (Нікосія) | 3:0      | 3:0      |
| Енозіс Неон (Паралімні) | 1:1 (ч) | Етнікос (Ахна)   | 1:1      | 0:0      |

## Фінал
| 11 травня 2002 |

| Анортосіс  | 1:0      | Етнікос (Ахна) |
| ---------- | -------- | -------------- |
| Хайліс 84' | Протокол |                |

| ГСП, Нікосія Глядачів: 12 000 Арбітр: Луїс Лоізу |